# Auto Union
Auto Union AG er en tysk tidligere bil- og motorcykelproducent, der blev grundlagt i 1932 ved en sammenlægning af selskaberne bag de fire sachsiske bilmærker DKW, Audi, Horch og Wanderer. Auto Union er forløberen for det moderne Audi.
Sammenlægningen fandt sted i 1932 efter ønske fra Sachische Statsbank, der ønskede en konsolidering af den sachsiske bilindustri, der var præget af den økonomiske krise i Tyskland. Fusionen omfattede Zschopauer Motorenwerke J. S. Rasmussen, der ejede mærkerne DKW og Audiwerke Zwickau, Horchwerke AG Zwickau med mærket Horch, og Wanderer Werke med mærket Wanderer. Det sammenlagte selskab, Auto Union, fremstillede biler under brug af de fire bilmærker og benyttede et logo med fire ringe for at symbolisere de fire mærker. Produktion af motorcykler fortsatte under DKW-mærket indtil 1950'erne.
Efter afslutningen af 2. verdenskrig blev Auto Unions produktionsanlæg, der lå i den sovjetiske besættelseszone, nationaliseret og anvendt til produktion af køretøjer i DDR, herunder til fremstilling af Trabant og Wartburg. Auto Union blev i 1949 etableret i Bayern i Vesttyskland, hvor produktionen af biler blev genoptaget. Auto Union blev overtaget af Mercedes-Benz i 1958, der solgte selskabet videre til Volkswagen i 1964. Volkswagen fusionerede NSU ind i Auto Union med virkning fra 1. januar 1969. Auto Union havde efter 2. verdenskrig solgt sine modeller under mærket DKW, der var kendt for sine totaktsmotorer. Efter Volkswagens overtagelse blev totaktsmotorerne opgivet, og Volkswagen benyttede herefter Audi-mærket for salg af Auto Union bilerne.
Auto Union solgte sine biler under sine fire mærker, men anvendte navnet Auto Union indenfor motorsport, hvor mærket var dominerende og satte en række rekorder.

## Grundlæggelse
Den økonomiske krise i 1929 ramte Tyskland hårdt og betød en dramatisk nedgang i antallet af solgte biler. Sachsen havde flere motor- og bilproducenter, og Sachsens statsbank var bekymret over de økonomiske problemer, som den sachsiske bilindustri stod overfor. Banken lagde derfor pres på særlig Jørgen Skafte Rasmussen og hans Zschopauer Motorenwerke J. S. Rasmussen og pålagde ham at konsolidere bilindustrien i Sachsen.
Med i fusionen kom:
- Zschopauer Motorenwerke J. S. Rasmussen, der fremstillede mindre biler og motorcykler under mærket DKW. Køretøjerne var drevet af totaktsmotorer.
- Audiwerke Zwickau, der i 1928 var blevet overtaget af Zschopauer Motorenwerke J. S. Rasmussen[4] med lån ydet af Sachsiske Statsbank efter at Audi var kommet i økonomiske problemer. Audi Werke var stiftet af grundlæggeren af Horch Werke, August Horch, efter at han i 1909 havde forladt Horch Werke grundet uoverensstemmelser med sine partnere. Efter Zschopauer Motorwerkes overtagelse af Audi byggede Audi flere af DKW's modeller i Zwickau, men Audi fremstillede tillige egne modeller under Audi-mærket, drevet af rækkemotorer med 4, 6 og 8 cylindere.
- Horch Werke, der var blevet grundlagt i 1904 af August Horch i Zwickau. Horch fremstillede mindre to-cylindrede modeller, men havde også luksusmodeller med V8- og V12-motorer.[5]
- Wanderer Werke, der var grundlagt i 1911. Wanderer fremstillede mindre fircylindrede biler og senere mere luksuriøse biler med række-6-motorer på en ny fabrik i Schönau (i dag en del af Chemnitz). I fusionen indgik alene Wanderers automobil-afdeling.

Fusionen blev vedtaget i juni 1932 med tilbagevirkende kraft fra den 1. november 1931. Det nye selskab blev registreret med hovedkvarter i Chemnitz og med administration i Zschopau. Administrationen blev i 1936 flyttet til Chemnitz. Auto Unions logo blev fire ringe, der hver især repræsenterede de fire mærker, der indgik i selskabet. Sammenlægningen betød også, at Sachsens statsbank blev hovedaktionær i det fusionerede selskab, der fik Dr. Richard Bruhn som formand.
De fire bilmærker DKW, Audi, Horch og Wanderer blev alle videreført som selvstændige mærker under Auto Union, men den tekniske udvikling blev mere centraliseret. Flere af Audi-modellerne benyttede sig af motorer fremstillet af Horch og Wanderer, ligesom Audi fortsatte med at bygge DKW's populære F-serie af mindre forhjulstrukne biler. Auto Union fortsatte udviklingen af de DKW's totaktede F-modeller, der fik navnene F2, F3 o.s.v. Auto Union blev i 1934 Tysklands næststørste bilproducent med en markedsandel på 16%, kun overgået af Opel. Langt de fleste solgte biler var DKW's F-modeller.
Auto Union modeller fra 1930'erne:
- Audi UW 220 fra 1934
- DKW F7 Front-Luxus fra 1938
- Horch 853 Sport Cabriolet fra 1938
- Wanderer W25K fra 1936

Kort efter sammenlægningen blev Jørgen Skafte Rasmussen presset ud af Auto Unions bestyrelse efter uenigheder om bl.a. en privatisering af virksomheden.

## Auto Union i motorsport

### Baggrund
Auto Unions formand Baron Klaus von Oertzen ønskede et prestigeprojekt, der kunne slå navnet på den nye virksomhed fast i offentligheden. Ved Biludstillingen i Berlin i 1933 offentliggjorde den nytiltrådte Rigskansler Adolf Hitler to nye programmer for den tyske bilindustri:
- Folkets bil: Et projekt, der skulle udvikle en "Folkevogn" (projektet førte til "Folkevognen" og
- Et statsfinansieret program, der skulle udvikle en "højhastigheds-motorindustri i Tyskland"

Von Oertzen mødtes med Dr. Ferdinand Porsche, som han tidligere havde arbejdet sammen med. Ferdinand Porsche udviklede racerbiler, men havde ingen kunder til disse. Von Oertzen og Porsche slog sig sammen i bestræbelserne på at udvikle tyske racerbiler, der skulle tage kampen op mod de dengang dominerende biler fra Frankrig og Italien. På et møde i Rigskancelliet lovede Hitler Ferdinand Porsche og Auto Union, at støtte Porsches og Auto Unions "P-projekt". (£20,000) Efter at have opnået støtte fra den tyske regering købte Auto Union Porsches Hochleistungsfahrzeugbau GmbH (HFB) (da.: Højtydende køretøjskonstruktion) og Porsches P-projekt, der herefter blev flyttet til Auto Unions Horch-fabrik i Zwickau.

### Design og resultater
Auto Union udviklede herefter Grand Prix-racerbilerne Type A til D fra 1934 til 1939. Auto Unions racere var en succes og vandt 25 løb mellem 1935 og 1937.
Racerne var udstyret med højkompresserede motorer, der kunne yde op til 550 hk og designet til optimalt moment ved lavere omdrejninger.

## 2. verdenskrig
Auto Union havde tætte forbindelser til nazipartiet og var leverandør af køretøjer til det tyske militær i 1930'erne. Efter udbruddet af 2. verdenskrig ophørte produktionen af civile køretøjer, og Auto Union fremstillede herefter alene militærmateriel.
Auto Union etablerede i 1935 et datterselskab, Mitteldeutsche Motorenwerke, der fremstillede flymotorer på licens for Junkers lidt uden for Leipzig.
Under krigen fremstillede Auto Union/Horch det pansrede køretøj Sd.Kfz. 222 og transportkøretøjet Kfz. 11, der blev benyttet af tyske officerer.
I takt med de allieredes fremrykning og intensivering af luftbombardementerne over Tyskland i 1944 blev også Auto Unions fabrikker hårdt beskadiget. Den amerikanske hær rykkede ind i Zwickau den 17. april 1945 og besatte området. Efter Tysklands betingelsesløse kapitulation den 8. maj trak amerikanerne sig tilbage og overlod området til den sovjetiske besættelseszone fra den 30. juni 1945. Alle Auto Unions fabrikker blev herefter overtaget af Sovjetunionen.
Auto Union benyttede sig af slavearbejdere i 1930'erne og under krigen. Nutidens Audi lod i 2010'erne udarbejde en rapport om Audis fortid; ifølge rapporten bar Auto Union et "moralsk ansvar" for de 4.500 omkomne i koncentrationslejren Leitmeritz.

## Østtyskland
Efter krigens afslutning var Auto Unions fabrikker placeret i Østtyskland, der var besat af Sovjetunionen. På ordre af den sovjetiske militæradministration i besættelseszonen blev Auto Union AG's aktiver beslaglagt, og de stærkt beskadigede fabrikker demonteret, hvorefter udstyret sammen med tegninger og opmagasinerede racerbiler blev sendt til Sovjetunionen som krigsskadeerstatninger. Selskabet Auto Union AG blev slettet fra det tyske handelsregister den 17. august 1948. Resterne af Horch- og Audi-fabrikkerne i Zwickau blev lagt ind VEB Automobilwerk Zwickau, også kendt som AWZ (Automobilwerk Zwickau), under det østtyske statsejede motorkonglomerat IFA.
Den tidligere Audi-fabrik i Zwickau, der nu var under østtysk kontrol, genoptog produktionen af DKW F8, som IFA F8, og produktion af DKW's før-krigs prototype DKW 9 blev solgt som IFA F9. Efter en retssag om retten til DKW's mærker, måtte de østtyske myndigheder opgive F-mærket, og modellerne blev i stedet solgt som EMW 308 og EMW 309. Bilerne blev importeret af bl.a. Danmark, hvor Auto Unions forhandler fra før krigen, Bohnstedt-Petersen fortsatte importen i en periode efter krigen.
Fabrikken i Zwickau fremstillede senere Trabant, indtil begyndelsen af 1990'erne, hvor Volkswagen overtog fabrikkerne.

## Det nye Auto Union i Vesttyskland
Ved indlemmelsen af Zwickau i den sovjetiske besættelseszone forlod Auto Unions ledelse området og flygtede til den amerikanske besættelseszone. Den tidligere ledelse grundlagde en ny virksomhed i Ingolstadt, der handlede med reservedele. Baseret på lån fra regeringen i Bayern og ved hjælp af midler fra Marshallplanen blev den 3. september 1949 etableret et nyt Auto Union GmbH.
Vesttyskland var i de indledende faser af sin genopbygning efter krigen, og der var behov for billige og simple køretøjer, hvilket indebar, at Auto Union satsede på DKW-mærket, der var kendt for sine mindre biler og motorcykler. De mere luksuriøse mærker Audi og Horch blev ikke benyttet, og rettighederne til Wanderer lå fortsat i det tidligere Auto Union AG, der var under de østtyske myndigheders kontrol. Auto Union fortsatte derfor traditionen med produktion af forholdsvis billige forhjulstrukne biler med totaktsmotorer og produktion af den lille, men solide DKW RT 125 W motorcykel og varebilen DKW Schnellaster.
Auto Union påbegyndte i 1950 produktionen af den første efterkrigstid-model, bilen DKW Meisterklasse F 89 P, på en fabrik i Düsseldorf overtaget fra Rheinmetall-Borsig. F89 blev fremstillet som sedan, stationcar og cabriolet. F89 var baseret på motoren fra DKW F8 og chassiset fra prototypen DKW F9 fra før krigen.
I marts 1953 blev DKW 3=6 'Sonderklasse' (F91) introduceret ved Frankfurt Motor Show. Bilen blev en stor succes i motorsport og blev bygget i Düsseldorf. F91 blev afløst af F93 i 1955 og senere suppleret med en firedørsudgave med F94 (1956) og en stationcar F94U i 1957.
I april 1958 overtog Daimler-Benz 87% af aktierne i Auto Union og året efter de sidste aktier i selskabet. I 1958 blev brugen af mærket Auto Union genoptaget med introduktionen af Auto Union 1000, en lille sedan, der opnåede stor succes indenfor rallysporten og som også solgte godt. Under Daimler-Benz' ejerskab blev investeret kraftigt i fabrikken i Ingolstadt. Fabrikken i Düsseldorf ophørte med at producere DKW-modeller og blev i stedet anvendt til produktion af Mercedes-Benz varebiler, herunder Mercedes-Benz L 319, en rolle, som fabrikken udfylder den dag i dag.
I takt med at velstanden voksede i Vesttyskland, blev Daimler-Benz mindre interesseret i Auto Union og virksomhedens totaktsbiler. Markedet for biler med totaktsmotorer svandt ind, da køberne foretrak de mere raffinerede firetaktsmotorer, og Daimler vurderede, at det eneste marked i fremtiden ville være det fattige DDR. Daimler-Benz påbegyndte derfor et frasalg af aktierne i Auto Union, der endte med, at Volkswagenwerk AG overtog Auto Union i 1964. Volkswagen overtog også fabrikken i Ingolstadt og rettighederne til Auto Unions varemærker, bortset fra Horch-mærket, som Daimler-Benz beholdt.
Da Volkswagen overtog Auto Union, havde Auto Union kort forinden introduceret afløseren til Auto Union 1000, modellen DKW F102, en sedan med en tre-cylindret totaktsmotor. Under Volkswagens ejerskab blev modellen videreudviklet til en model med en firetaktsmotor. Volkswagen ønskede at afvikle DKW-mærket, da dette blev forbundet med totaktsmotorer, og introducerede derfor den nye model som "Audi" (internt betegnet som Audi F103) i september 1965. Audinavnet var et modelnavn og ikke producentens navn; modellen blev fortsat anset som produceret af Auto Union. Modellen er senere også betegnet Audi 60 og Audi 72.
I 1969 fusionerede Volkswagen Auto Union med NSU Motorenwerke AG, der var baseret nær Stuttgart. Volkswagen havde overtaget NSU, efter at NSU havde fået økonomiske problemer som følge af den teknologisk avancerede bil NSU Ro 80, der imidlertid havde en række tekniske problemer og et begrænset salg. Efter fusionen blev de to selskaber videreført som Audi NSU Auto Union AG og fra 1985 blot som Audi AG, hvorved brugen af navnet Auto Union ophørte. Samtidig oprettede Audi et nyt selskab Auto Union GmbH, som et datterselskab med henblik på at opbevare Auto Unions varemærker og immaterielle rettigheder.